# La Dépêche coloniale et maritime
La Dépêche coloniale et maritime est un journal économique du XXe siècle, qui a  occupé l'une des premières places de la presse coloniale dans l'entre-deux guerres, par son tirage et par son influence politique et intellectuelle, selon les historiens.

## Histoire
Avant la Première Guerre mondiale apparait une nébuleuse appelée « Parti colonial », développée en 1892 et dans les années qui suivent par Eugène Étienne, républicain, et Auguste Louis Albéric d'Arenberg, député royaliste.
Au début du siècle suivant, les Annales coloniales étaient le quotidien qui avait le tirage le plus important et La Dépêche coloniale la plus grande influence (tirage 8 000 ex.). Le financier Octave Homberg dirige ensuite La Dépêche coloniale et maritime, dont il confie la gestion à Pierre Hamp, car il apprécie ses talents d'homme de lettres et d'enquêteur minutieux. De 1922 à 1928, il fut coéditeur du journal La Dépêche coloniale et maritime dont Octave Homberg était le propriétaire. Pierre Hamp fut en 1925 nommé par Pierre Laval chef adjoint de son cabinet pour les problèmes de transport ferroviaire au ministère des Travaux publics.
Par la suite, Octave Homberg confie les éditoriaux à Edmond Giscard d'Estaing jusqu'en février 1931.
En 1928-1929, la presse coloniale voit ses tirages augmenter, deux ans avant une grande Exposition coloniale internationale qui a lieu  à Paris du 6 mai au 15 novembre 1931, à la porte Dorée et sur le site du bois de Vincennes. La Dépêche Coloniale et Maritime atteint son apogée en 1929 avec 20000 exemplaires diffusés contre 13 000 en 1913, soit un doublement de son tirage en une quinzaine d'années. Elle se situe alors peu après d'autres publications coloniales spécialisées comme l'Effort colonial, qui tire à 25 000, et La Dépêche africaine, qui est à 30 000. 
D'autres publications du même type sont plus modestes : La Quinzaine coloniale tire à 10000 exemplaires et Les Annales coloniales, un peu plus, environ 15000 exemplaires.
Lors de l'Exposition coloniale internationale, un numéro est confié au journaliste Pierre Lazareff, que l'industriel Jean Prouvost fait passer la même année du journal Paris-Midi à Paris-Soir, car il rachète le 16 avril le quotidien du Soir qu'il confie à Pierre Lazareff, quelques semaines avant le début de l'exposition.